# 養和
養和（ようわ、旧字体：養󠄁和）は、日本の元号の一つ。治承の後、寿永の前。1181年の晩夏から翌年初夏にかけての10か月間にあたる。この時代の天皇は安徳天皇。源平合戦の時代で、源頼朝の源氏方では、この元号を使用せず治承を引き続き使用していた。

## 改元
- 治承5年7月14日（ユリウス暦1181年8月25日） 改元
- 養和2年5月27日（ユリウス暦1182年6月29日） 寿永に改元

## 養和期におきた出来事
- 養和元年 平知盛が征東将軍に就任
- 1181年〜1182年、養和の飢饉、全国的にすさまじいばかりの飢饉[1]。

## 西暦との対照表
※は小の月を示す。
| 養和元年（辛丑） | 一月      | 二月※ | 閏二月 | 三月※ | 四月 | 五月  | 六月※ | 七月 | 八月※ | 九月  | 十月※   | 十一月 | 十二月※  |
| 治承五年         | 一月      | 二月※ | 閏二月 | 三月※ | 四月 | 五月  | 六月※ | 七月 | 八月※ | 九月  | 十月※   | 十一月 | 十二月※  |
| ---------------- | --------- | ----- | ------ | ----- | ---- | ----- | ----- | ---- | ----- | ----- | ------- | ------ | -------- |
| ユリウス暦       | 1181/1/17 | 2/16  | 3/17   | 4/16  | 5/15 | 6/14  | 7/14  | 8/12 | 9/11  | 10/10 | 11/9    | 12/8   | 1182/1/7 |
| 養和二年（壬寅） | 一月      | 二月※ | 三月   | 四月※ | 五月 | 六月※ | 七月  | 八月 | 九月※ | 十月  | 十一月※ | 十二月 |          |
| 治承六年         | 一月      | 二月※ | 三月   | 四月※ | 五月 | 六月※ | 七月  | 八月 | 九月※ | 十月  | 十一月※ | 十二月 |          |
| ユリウス暦       | 1182/2/5  | 3/7   | 4/5    | 5/5   | 6/3  | 7/3   | 8/1   | 8/31 | 9/30  | 10/29 | 11/28   | 12/27  |          |